# Annalisa Stroppa
Annalisa Stroppa es una cantante de ópera italiana.

## Biografía
Nacida en Brescia, Annalisa Stroppa se graduó en canto en el Conservatorio Luca Marenzio en su ciudad natal. Es también licenciada en Ciencias de la Educación por la Facultad de Letras y Filosofía de la Universidad de Bérgamo. 
Después de ganar varios concursos de canto, debutó en la escena internacional en 2011 interpretando el papel de Cherubino en I due Figaro de Mercadante en Salzburgo, bajo la dirección de Riccardo Muti, producción que retomó en el Festival de Rávena, en el Teatro Real de Madrid y en el Teatro Colón de Buenos Aires. Desde entonces debutó en los principales escenarios del mundo como el Teatro Regio de Turín, el San Carlo de Nápoles, la Arena de Verona, el Maggio Musicale Fiorentino, el Massimo de Palermo, el Carlo Felice de Génova, el Liceu de Barcelona, la Wiener Staatsoper, el Festival de Bregenz, la Ópera israelí de Tel-Aviv, la Ópera de Montecarlo, la Ópera de Lausana, la Ópera de París y La Scala di Milán. 
Hizo su debut en los Estados Unidos con Les Nuits d’été de Berlioz con la Orquesta Sinfónica de Dallas.
Ha interpretado el rol de Rosina de Il Barbiere di Siviglia en ciudades como Roma, Barcelona, Lausana, Tel-Aviv, Verona, Bilbao, Montecarlo, Dresde, Berlín y Génova y se metió en la piel de Suzuki de Madama Butterfly para la inauguración de la temporada 2016/2017 del Teatro alla Scala de Milán dirigida por Riccardo Chailly. Al año siguiente repitió la apertura de la temporada del coliseo milanés, esta vez como Bersi en Andrea Chénier, siempre dirigida por el maestro Chailly. 
También ha cantado el papel de Adalgisa en Norma de Bellini, uno de los roles que le han abierto el camino en grandes escenarios como los de Palermo, Barcelona, Wiesbaden, Padua, Valladolid, Génova, Buenos Aires, Múnich y Nápoles. 
Entre otros directores, ha colaborado con Fabio Luisi, Zubin Mehta, Riccardo Muti, Renato Palumbo, Evelino Pidò, Christophe Rousset, Riccardo Frizza, Nello Santi, Pinchas Steinberg, Christian Thielemann, Francesco Ivan Ciampa, Teodor Currentzis, Jordi Bernàcer, Bruno Campanella, Daniele Callegari y Placido Domingo.
En la temporada 2020-2021 ha cantado la Cuarta Sinfonía de Mahler en el Festival Internacional de Piano de Brescia y Bérgamo; Belisario en el Festival Donizetti de Bérgamo, un concierto con arias de Carmen en el Teatro Grande de Brescia y Norma en el Teatro Real de Madrid. 
En la temporada 2019-2020 cantó Nabucco en el Teatro Regio de Parma; el Requiem de Verdi bajo la dirección de Teodor Currenzis en la Gran Sala de la Filarmónica de San Petersburgo y en la Filarmónica de Berlín; La Cenerentola en la Staatsoper Hamburg; Roméo et Juliette en el Teatro alla Scala de Milán; Il Barbiere di Siviglia en el Teatro Carlo Felice de Génova; Norma en el Teatro San Carlo de Nápoles; Carmen en el Teatre Principal de Palma; la Messa da Requiem de Donizetti en el Festival Donizetti de Bérgamo; y ha participado en el concierto Il cuore italiano della Musica en la Arena de Verona, dedicado a los médicos y personal sanitario que ha tenido que afrontar el golpe provocado por la actual pandemia.
En la temporada 2018-2019 cantó Faust en el Teatro Real de Madrid; Norma en el Teatro Colón de Buenos Aires; La Cenerentola en el Teatro Verdi de Padua; Norma en la Bayerische Staatsoper de Múnich; Il Barbiere di Siviglia en la Staatsoper Unter den Linden de Berlín; Les contes d’Hoffmann en el Teatro San Carlo de Nápoles; Madama Butterfly en la Bayerische Staatsoper de Múnich; Così fan tutte en la Ópera de Las Palmas;  el Requiem de Verdi en el Festival Ljubljana dirigida por Plácido Domingo; y Don Giovanni en el Festival Chorégies d’Orange. 
Además, en temporadas anteriores destacan, entre otros compromisos, Carmen por segundo año consecutivo en el Festival Bregenz, Cosi fan tutte en Turín, Carmen en Las Palmas, Anna Bolena en Verona, Nabucco en Milán, I Capuleti ei Montecchi en Padua, Il barbiere di Siviglia en Dresde y Bilbao, La Cenerentola en Tel Aviv, Così fan tutte en Viena, Benvenuto Cellini de Berlioz en Barcelona, Madama Butterfly en París, Il marito disperato de Cimarosa en Nápoles, Hänsel und Gretel de Humperdinck en Turín, Roméo et Juliette de Gounod en Génova, Cavalleria Rusticana de Mascagni en Roma y Salzburgo, Il Mondo della luna de Haydn en Montecarlo y Le nozze di Figaro de Mozart en Módena y Lausana.
- Datos: Q79335635